# Adeonella coralliformis
Adeonella coralliformis är en mossdjursart som beskrevs av Charles Henry O'Donoghue 1924. Adeonella coralliformis ingår i släktet Adeonella och familjen Adeonellidae. Inga underarter finns listade i Catalogue of Life.